# پارامونت مدیا نت‌ورک
پارامونت مدیا نت‌ورک (به انگلیسی: Paramount Media Networks) (که در سال ۱۹۸۴ با نام ام‌تی‌وی نت‌ورکز تأسیس شد و تا سال ۲۰۱۱ با این نام شناخته می‌شد؛ پس از آن تا سال ۲۰۱۹ به‌عنوان وایاکام مدیا نت‌ورکز شناخته می‌شود؛ سپس تا سال ۲۰۲۲ به‌عنوان وایاکام‌سی‌بی‌اس دامستیک مدیا نت‌ورکز شناخته می‌شود) یک رسانه گروهی آمریکایی از پارامونت گلوبال می‌باشد که بر عملکرد بسیاری از کانال‌های تلویزیونی و برندهای آنلاین خود نظارت دارد.